# Walter Sandys (MP)
Sir Walter Sandys (c. 1376 – 1435) foi um político inglês, membro do parlamento (MP) por Hampshire.
Sandys era o filho mais velho de Sir John Sandys (MP).
Casou-se primeiro com Agnes, filha de Thomas Warrener; mais tarde, casou-se com Margaret, filha de John Erleigh, viúva de John Seymour.
Ele serviu como Alto Xerife de Hampshire em 1410–11 e 1423–24, MP por Hampshire em abril de 1414 e Juiz da Paz por Hampshire entre 1416 e 1424 e em 1431 até a sua morte.